# Ангел Радушев
Ангел Радушев Малев (28 декември 1945, Варна – 16 април 2021, София) е български иконописец и стенописец (1974), богослов (1972), зъботехник (1967), издател, колекционер, член на Творческия фонд на Съюза на българските художници (1980), женен за зъботехничката Захаринка Малева.

## Биография
Автор на тритомно атобиографично съчинение под заглавие: Ангел Вопияше: Ангел – Усърден молител 2013, 2014 и 2020, на няколко десетки иконописни ансамбъла и множество икони в България и по света и на няколко проучвания – на колекции с монети, на църковни въпроси и др.
Негова стенопис може да се види в: стария храм на Клисурски манастир „Преп Петка“ над Банкя, храм Свети Дух в Надежда, Свети Никола във Връбница, гръцкия параклис Свети Георги в София, трапезариите на Мъглижки и Зографски манастири, църкви в Сибир, старостилната църква Свв. Блажена Ксения Петербургска и Йоан Сан Францискски във Варна и други.
Житейският път на Ангел Радушев е свързан с дисидентско изповедание на православието. Изявите му в медиите и чрез изложби представят неговото творчество, което в по-голямата си част, е създадено през социалистическия период. Активното му участие в православните форуми в периода на прехода (вече недостъпни онлайн) под псевдонима Зограф представя позицията на църковен ревнител.
В края на живота си, при тежко и продължително боледуване, на 6 февруари 2021 година, Ангел Радушев приема монашеско пострижение в Българската православна старостилна църква под името Амон. Почива 100 дни по-късно – на 16 април 2021 година и на 21 април е погребан в Боянските гробища в София.

## Произведения
- Успение Богородично, Тополовград (1972 – 1974)
- Свети Георги, Добрич (фасада, фреско, 1975)
- Трисветители, Шумен (иконостасни икони, 1976)
- Успение Богородично, с. Черкаски (иконостасни икони, 1977)
- Гръцки параклис Свети Георги в София (1978 – 1981)[6][7]
- Руска църква Свети Николай, София (крипта, реставрация олтарна част (1982, 1986) в колектив с Елисавета Йовович
- Свети Георги, Вършец (частично, 1983)
- Свети Дух в район Надежда в София (1984, 2002 и реставрация)[8]
- Свв. Кирил и Методий, Кубрат (частично, 1985)
- Свв. Кирил и Методий, Дралфа (частично, 1985)
- Трапезария и храм, Мъглижки манастир (1987)
- Свети Никола, Ямбол (частично, 1988)
- Свети Антоний, Маркопуло, Гърция (частично, 1989)
- Катедрален храм Преображение, Чека, Ливан (1990 – 1992)
- Малка трапезария на Зографски манастир, Атон (1993)
- Свети Седмочисленици, София (притвор, 1997)
- Архангел Михаил, Етрополе (2001 – 2002)
- Свети цар Борис-Покръстител, Берлин (2003)
- Проект за стенопис Свети Йоан Предтеча, Обзор (2004)
- Църква Свети Никола в район Връбница (в по-голямата си част, 2004 – 2005)
- Свети Никола, Болшекулаченски манастир, Сибир (2006 – 2008)